# CasaPound
CasaPound este un squat neofascist din Roma, denumit după poetul american Ezra Pound, mare admirator al regimului fascist condus de Mussolini.